# Peter Cormack
Peter Cormack (Edimburgo, Escocia; 17 de julio de 1946-10 de octubre de 2024) fue un futbolista y entrenador de fútbol escocés que jugó en la posición de centrocampista.

## Carrera

### Club
| Periodo   | Club                    | Apariciones | Goles |
| --------- | ----------------------- | ----------- | ----- |
| 1963-1970 | Hibernian FC            | 182         | 75    |
| 1967      | → Toronto City (cedido) | 11          | 5     |
| 1970–1972 | Nottingham Forest FC    | 74          | 15    |
| 1972–1976 | Liverpool FC            | 125         | 21    |
| 1976–1980 | Bristol City FC         | 67          | 15    |
| 1980      | Hibernian FC            | 20          | 1     |
| 1980      | Partick Thistle FC      | 1           | 0     |

### Selección nacional
A nivel menor jugó con la selección sub-23 en cinco ocasiones de 1964 a 1968 y anotó dos goles. Jugó con Escocia en nueve ocasiones de 1966 a 1971 y estuvo en la Copa Mundial de Fútbol de 1974 pero no jugó, a pesar de que tuvo la posibilidad de jugar para Inglaterra en la Copa Mundial de Fútbol de 1966.

### Entrenador
| Periodo   | Club                 |
| --------- | -------------------- |
| 1980–1984 | Partick Thistle FC   |
| 1985–1986 | Anorthosis Famagusta |
| 1986–1987 | Botsuana             |
| 2000      | Cowdenbeath FC       |
| 2000–2002 | Greenock Morton FC   |

## Logros
- Football League First Division: 1972–73, 1975–76]
- FA Cup: 1973–74[4]
- FA Charity Shield: 1974, 1976
- UEFA Cup: 1972–73
- Anglo-Scottish Cup: 1977–78